# Епархия Святой Марии Царицы Мира
Епархия Святой Марии Царицы Мира (лат. Eparchia Sanctae Mariae Reginae Pacis in Foederatis Civitatibus Americae Septentrionalis et in Canada Syro Malankarensium) — епархия Сиро-маланкарской католической церкви с центром в городе Нью-Йорк, США. Кафедральным собором епархии в США является собор святого Иоанна Златоуста.

## История
14 июля 2010 года Святой Престол учредил апостольский экзархат для верующих Сиро-маланкарской католической церкви, проживающих в США.
22 декабря 2015 года на основании буллы Ad aptius consulendum Папа Франциск возвёл апостольский экзархат в ранг епархии с её нынешним названием и в то же время распространила свою юрисдикцию также на верующих сиро-маланкарских католиков Канады.

## Ординарии епархии
- епископ Томас Эусебиос Найкампарампил (14.07.2010 — 5.08.2017 — назначен епископом Парассалы);
- епископ Филиппос Стефанос Тоттатил (5.08.2017 — по настоящее время).

## Источник
- Annuario Pontificio, Ватикан, 2005
- Бюллетень «Stampa della Santa Sede» об учреждении Апостольского экзархата в США (недоступная ссылка)  (итал.)